# Monocromacia
Monocromacia ocorre quando há apenas percepção de luminosidade na visão dos animais. São as células bastonetes as responsáveis por esta percepção, que permite variações diferentes da cor cinza. Normalmente, os monocromatas apresentam a chamada "visão em preto e branco".
O monocromata típico é caracterizado pelo monocromatismo de bastonetes, que corresponde a uma discriminação de cores nulas pela falta de cones. Ocorre na população humana em 1 a cada 33,3 mil homens (0,003%) e 1 a cada 50 mil mulheres (0,002%). Essa característica é encontrada em muitos animais, como aqueles de hábitos noturnos, peixes abissais e pinguins.
O monocromata atípico possui um monocromatismo de cones, assim a não discriminação de cores é devido à falta de sinais oponentes por ter apenas um tipo de cone. É muito raro na população humana. É encontrado em alguns animais, como em alguns ratos e no quivi, ave neozelandesa, que enxergam tons no espectro da luz verde.